# Metton
 (septembre 2022).
Si vous disposez d'ouvrages ou d'articles de référence ou si vous connaissez des sites web de qualité traitant du thème abordé ici, merci de compléter l'article en donnant les références utiles à sa vérifiabilité et en les liant à la section « Notes et références ».
Ne doit pas être confondu avec Jean-Loup Metton.
Le metton ou méton est un produit laitier, à base de lait de vache, originaire de Franche-Comté. 
Il est essentiellement utilisé pour fabriquer la cancoillotte. Pour cela, le metton est fondu à feu doux (traditionnellement dans un caquelon) dans un peu d'eau ou de lait avant d'y ajouter du sel, du beurre et éventuellement des aromes. Il ne se consomme pas tel quel.
Durant la Seconde Guerre mondiale, la vente du metton était libre en France, puisque ne comptant pas de matière grasse, alors que tous les autres produits gras étaient soumis au rationnement.[réf. souhaitée]

## Composition
Le metton est composé de lait de vache écrémé puis caillé en employant de la présure (metton présure) ou des ferments lactiques (metton lactique).

## Recette

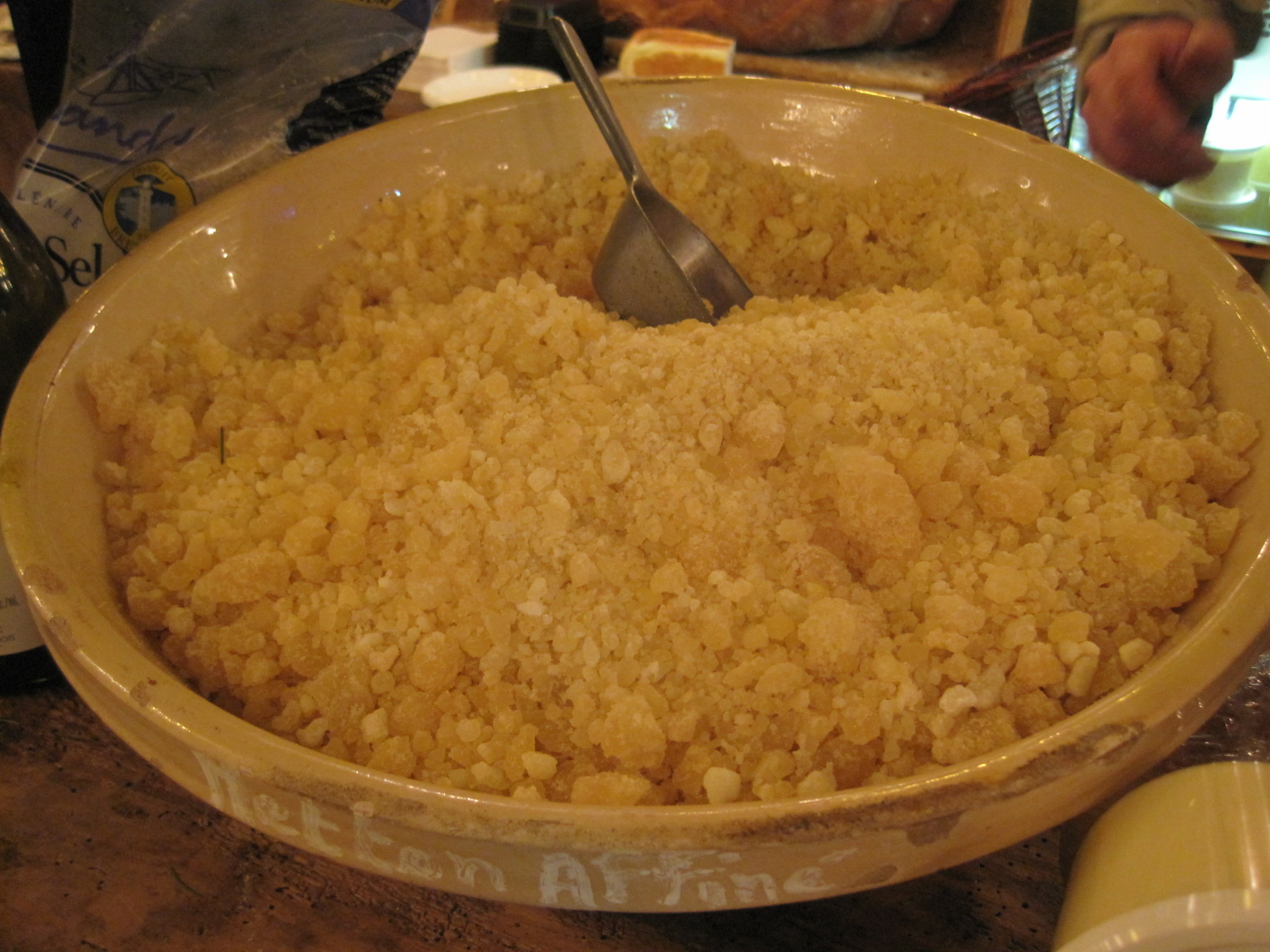
Metton affiné au marché de Noël de Montbéliard en Franche-Comté.

La fabrication du metton nécessite 14 jours.
- 1er jour : laisser le lait reposer ;
- 2e jour : l’écrémer et le laisser reposer à 20 °C dans une jatte à l'air libre ;
- 3e jour : ajouter la présure ;
- 4e jour : le lait a caillé. Le chauffer 5 minutes à 55 °C pour que le coagulum se densifie et le filtrer dans un linge. Laisser s’égoutter ;
- 5e jour : presser le caillé entre ses doigts et le déposer dans une terrine sans couvercle. Le remuer tous les jours pendant 10 jours pour que la fermentation soit homogène ;
- 14e jour : le metton est prêt à l'emploi. Il peut se conserver 2 semaines au froid ou plusieurs mois au congélateur.